# Suad Amiry

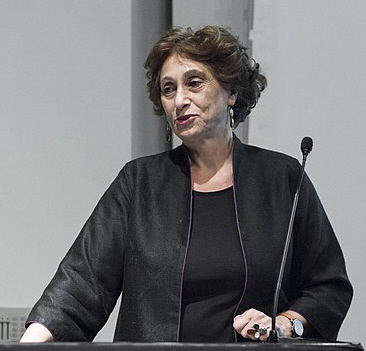
Suad Amiry

Suad Amiry (arabisch سعاد العامري, DMG Suʿād al-ʿĀmirī; * 1951 in Damaskus) ist eine palästinensische Autorin und Architektin.

## Leben
Suad Amiry wuchs als Tochter palästinensischer Eltern, die 1948 aus Jaffa fliehen mussten, in Amman, Damaskus, Beirut und Kairo auf. Sie studierte an der American University in Beirut Architektur, gefolgt von Studienaufenthalten an der University of Michigan und University of Edinburgh. Sie kehrte 1981 zunächst als Touristin nach Ramallah zurück. Dort lernte sie ihren späteren Mann, den Soziologen Salim Tamari, kennen. Sie lebt noch heute in Ramallah.

## Friedens- und Kulturarbeit
Suad Amiry ist Mitglied mehrerer Friedensorganisationen palästinensischer und israelischer Frauen. Von 1991 bis 1993 war sie Mitglied einer palästinensischen Delegation bei Friedensgesprächen in Washington, D.C.
Ihr Buch „Sharon und meine Schwiegermutter“ wurde in 19 Sprachen übersetzt. Es war ein Bestseller u. a. in Frankreich und erhielt 2004 den renommierten italienischen Literaturpreis Premio Viareggio zusammen mit der in Italien und Israel lebenden Jüdin Manuela Dviri, einer Journalistin, Dramatikerin und Autorin, deren Sohn bei einem Raketenangriff der Hisbollah getötet wurde.
Bis 1991 arbeitete Amiry als Lehrbeauftragte an der Universität Bir Zait, sie gründete 1991 das Riwaq Centre for Architectural Conservation, welches als erste Institution dieser Art die Dokumentation, den Schutz und die Erhaltung des architektonischen Erbes in Palästina zur Aufgabe hat.
Von 1994 bis 1996 war sie stellvertretende Staatssekretärin und Generaldirektorin im palästinensischen Kulturministerium. Seit 2006 ist sie Vizepräsidentin des Kuratoriums der Birzeit University.
Im Oktober 2024 gehörte Amiry zu den Unterzeichnern eines Aufrufs zum Boykott israelischer Kulturinstitutionen, „die an der überwältigenden Unterdrückung der Palästinenser mitschuldig sind oder diese stillschweigend beobachtet haben“.

## Schriften
- Space, Kinship and Gender: The Social Dimension of Peasant Architecture in Palestine, University of Edinburgh, 1990
- Sharon und meine Schwiegermutter: Tagebuch vom Krieg aus Ramallah, Palästina, aus dem Ital. von Annette Kopetzki, Fischer-Taschenbuch-Verlag, Frankfurt am Main, 2004, ISBN 978-3-596-16517-9
- Wenn dies das Leben ist: Geschichten aus Palästina, aus dem Engl. von Eva Kemper, Fischer-Taschenbuch-Verlag, Frankfurt am Main, 2006, ISBN 978-3-596-17081-4
- Nothing to Lose but Your Life: An 18-Hour Journey with Murad, Bloomsbury Qatar Foundation Publishing, 2010, ISBN 978-99921-42-05-9.